# 歌棄村
歌棄村（うたすつむら）は、かつて北海道歌棄郡に存在した村である。

## 沿革
- 1906年（明治39年）4月1日 - 北海道二級町村制施行により歌棄郡潮路村、有戸村、種前村、美谷村が合併し、歌棄村が発足。寿都支庁に所属。
- 1910年（明治43年）3月1日 - 支庁の統合により後志支庁に所属。
- 1955年（昭和30年）1月15日 - 寿都郡寿都町・樽岸村（一部）、磯谷郡磯谷村と合併し、寿都郡寿都町を新設し消滅。

## 出身有名人
- 立石賢治（実業家・政治家・牧師）